# Roverud Station
Roverud Station (Roverud stasjon) er en tidligere jernbanestation på Solørbanen, der ligger i byområdet Roverud i Kongsvinger kommune i Norge.
Stationen åbnede som holdeplads 3. november 1893, da banen mellem Kongsvinger og Flisa blev taget i brug. Den blev opgraderet til station 15. november 1916 og var bemandet som sådan indtil 1. juni 1986. Persontrafikken på banen blev indstillet 29. august 1994. Norsk Jernbaneklubbs afdeling for Solør/Odalen lejede efterfølgende stationen til museumsbrug, men det kom der ikke noget ud af.
Stationens bygninger blev opført efter tegninger af Paul Armin Due. Stationsbygningen er en laftet træbygning i halvanden etage med ventesal i stueetagen og tjenestebolig for stationsmesteren ovenpå. Bygningen blev malet i de oprindelige farver udvendigt i 1988 og i ventesalen i 1999. Indretningen her er også tegnet af Paul Armin Due men stammer dog fra Arneberg Station, hvis stationsbygning blev revet ned i 1992. Roveruds stationsbygning, ilgodshus, pakhus, das og en lade blev fredet i 2002. Desuden er der kran, traktorremise, skur og tømmeramper på stationen, men de er ikke fredede.